# Cathédrale de Manchester
La cathédrale de Manchester, officiellement la Cathédrale et église collégiale de Sainte-Marie, Saint-Denis et Saint-Georges, est le siège de l'évêché de Manchester, située au centre de cette ville.
Elle a été restaurée durant l'ère victorienne, puis à nouveau au XXe siècle car elle avait été dégradée par des bombardements. Cependant, elle conserve son architecture gothique d'origine, quand elle fut bâtie au XVe siècle.
Les grandes orgues sont intégralement reconstruites en 2016 par la manufacture Tickell.